# Atentado de Sarajevo
El atentado de Sarajevo es el término con el que se conoce una serie de ataques que incluyeron el asesinato, el 28 de junio de 1914, del heredero de la corona del Imperio austrohúngaro, el archiduque Francisco Fernando de Austria, y de su esposa, la duquesa Sofía Chotek, en Sarajevo, capital de la provincia imperial de Bosnia y Herzegovina. El atentado fue consecuencia de una conspiración cuyos alcances no han podido ser suficientemente esclarecidos y fue perpetrado por un grupo de jóvenes bosnios pertenecientes a la organización irredentista Joven Bosnia, entre quienes se encontraba Gavrilo Princip, autor material del asesinato.
Al mando de los conspiradores militares estaban Dragutin Dimitrijević, jefe del espionaje serbio; su brazo derecho, el mayor Vojislav Tankosić y el espía Rade Malobabić. Tankosić armó y entrenó a los ejecutores del atentado y Malobabić les dio acceso a las rutas clandestinas utilizadas por los agentes serbios para infiltrar espías y armamento en Austria-Hungría.
Todos los involucrados en el atentado que aún estaban vivos fueron apresados, juzgados, condenados y castigados. Aquellos que fueron apresados en Bosnia fueron juzgados en Sarajevo, en octubre de 1914. El resto de conspiradores fueron sometidos a una corte serbia en el frente de Salónica —entre 1916 y 1917 bajo control francés—. Esto culminó con la ejecución de los tres principales oficiales involucrados. Gran parte de lo que se conoce sobre los asesinatos del archiduque y su esposa tuvo origen en la información obtenida en esos juicios.  
Los autores del atentado han sido ensalzados como «héroes» o «patriotas», o denigrados como «terroristas», «fanáticos» o simplemente llamados «ultranacionalistas», según la mirada de los observadores o gobiernos. En 2014, la comunidad serbia inauguró en Sarajevo un monumento en memoria de Gavrilo Princip, autor principal del atentado.
Las responsabilidades del atentado es un tema controvertido, existiendo pruebas que indican una sucesión de inexplicables casualidades y graves negligencias de seguridad por parte de las autoridades austrohúngaras, así como indicios no probados sobre una eventual participación de las autoridades serbias. Aun cuando la responsabilidad del gobierno de Serbia no pudo ser probada, el Imperio austrohúngaro lo hizo responsable del atentado y le declaró la guerra, desencadenando una sucesión de respuestas militares cada vez más amplias que terminaron conformando la Primera Guerra Mundial.

## Antecedentes

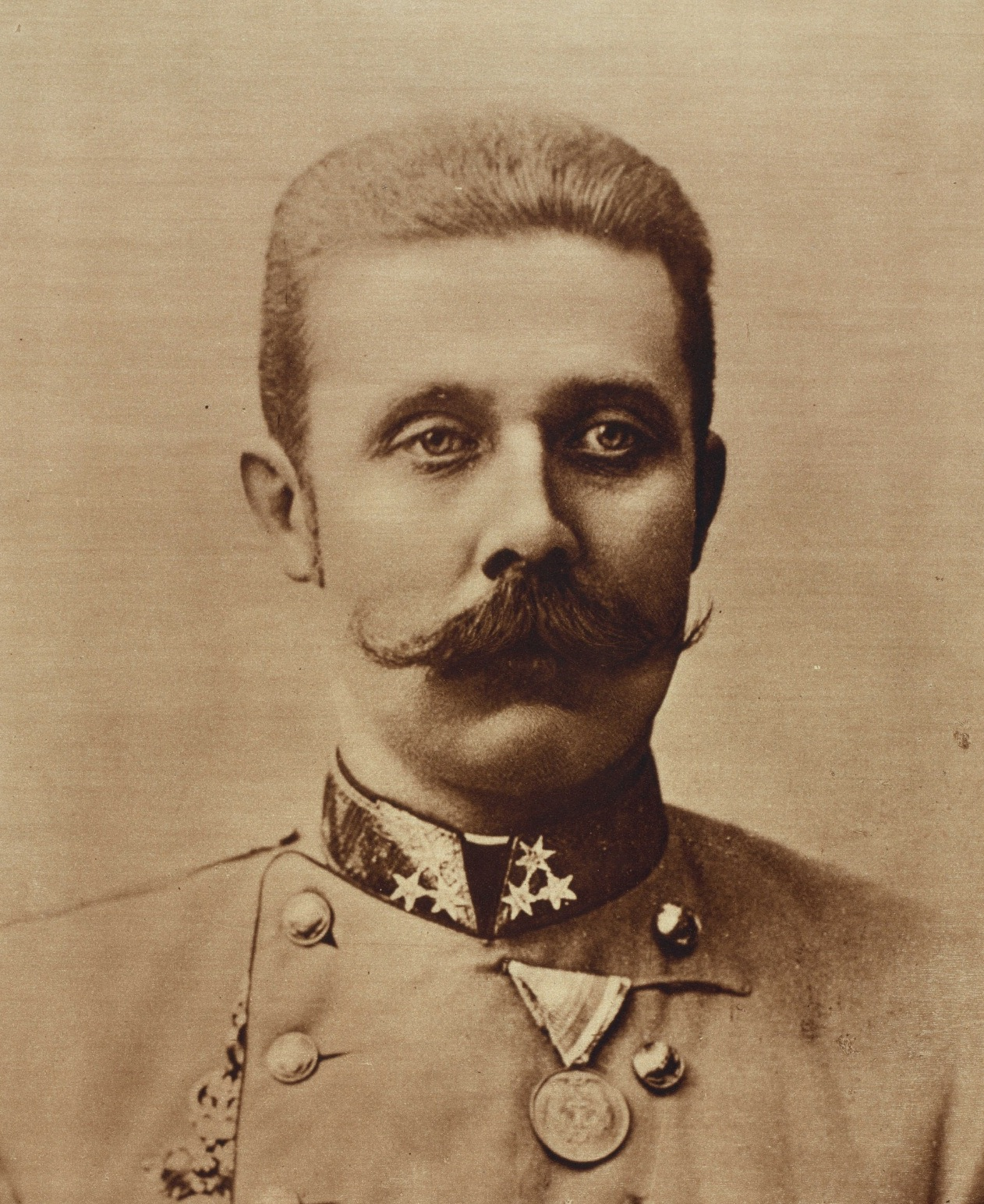
Archiduque Francisco Fernando, heredero del Imperio austrohúngaro.

En 1878 el Imperio austrohúngaro, aprovechando la guerra ruso-turca (1877-1878), invadió el Vilayato de Bosnia, del Imperio otomano, ubicado en la llamada «frontera militar» que durante más de un siglo había separado a ambos imperios, caracterizada durante siglos por las extremas tensiones étnicas, religiosas, culturales y geopolíticas. El Tratado de Berlín de 1878 que puso fin a la guerra y fijó las nuevas fronteras del Imperio otomano, estableció que el Vilayato de Bosnia permanecería bajo administración austrohúngara, aunque oficialmente siguiera perteneciendo al Imperio otomano. 
Por ese mismo tratado, Austria-Hungría, el Reino Unido, Francia, Alemania, Italia, el Imperio otomano y Rusia reconocieron a Serbia como Estado soberano. En un primer momento, los monarcas serbios aceptaron reinar dentro de los límites establecidos por este tratado.
La situación cambió en 1903 con el asesinato de Alejandro I de Serbia por parte de un grupo de oficiales liderado por Dragutin Dimitrijević en el palacio real. El grupo capturó a Laza Petrović y le obligó a revelar dónde se escondía el rey Alejandro I y su esposa Draga. Cuando los monarcas fueron descubiertos, resultaron brutalmente asesinados y sus cuerpos fueron arrojados por las ventanas del palacio. Los hermanos de la reina también fueron asesinados por orden de Vojislav Tankosić que, junto con Dimitrijević, fue una de las figuras prominentes en la trama que acabó con el asesinato del archiduque Francisco Fernando. Los insurgentes proclamaron nuevo rey de Serbia a Pedro I de Serbia, de la Casa Karađorđević.
La nueva dinastía, con tintes nacionalistas, se acercó a Rusia y se alejó de Austria-Hungría. En la década siguiente, se produjeron diversos conflictos entre Serbia y los estados vecinos, con el objetivo de restablecer el poder y las fronteras del Imperio serbio del siglo XIV. Entre estos conflictos se encuentra una disputa aduanera con Austria-Hungría en 1906, conocida como la «guerra de los Cerdos», la crisis bosnia, durante la cual el Imperio austrohúngaro disolvió formalmente el Valiato de Bosnia y lo anexó unilateralmente a su propio territorio como Provincia imperial de Bosnia y Herzegovina, mediante una polémica decisión que incrementó aún más las tensiones en esa región, y, finalmente, las dos guerras de los Balcanes de 1912-1913 en las cuales Serbia conquistó Macedonia y Kósovo, ambas pertenecientes al Imperio otomano.
Los éxitos militares y la indignación por la anexión austrohúngara en Bosnia incentivaron la movilización de nacionalistas bosnios y serbios alrededor de organizaciones «culturales» y juveniles, que se oponían al gobierno austríaco. En los cinco años anteriores a 1914, hubo una serie de intentos de asesinato contra autoridades austrohúngaras en Croacia y en Bosnia perpetrados, en su mayor parte, por serbios que habitaban los territorios conquistados por el Imperio austrohúngaro.

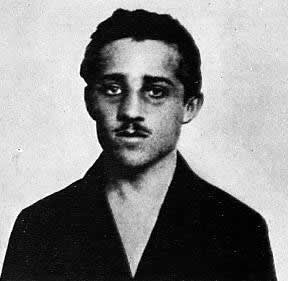
El bosnio Gavrilo Princip, autor material del asesinato del archiduque Francisco Fernando y su esposa.

El 15 de junio de 1910, Bogdan Žerajić intentó matar al general Marijan Verešanin, que gobernaba Bosnia y Herzegovina con mano de hierro. Žerajić era un serbio cristiano ortodoxo de veintidós años natural de Nevesinje (Herzegovina) que hacía frecuentes viajes a Belgrado. El atentado llevó al general a reprimir con dureza el último levantamiento campesino bosnio en el segundo semestre de 1910. Los cinco tiros disparados por Žerajić contra el gobernador, así como el tiro fatal que el joven se pegó en la cabeza, sirvieron de inspiración para los futuros activistas serbios y bosnios, incluido Gavrilo Princip y su cómplice, Nedeljko Čabrinović, autores del atentado de Sarajevo. Princip declaró sobre Žerajić: «Fue mi primer modelo. Cuando tenía diecisiete años, pasé noches enteras ante su tumba, reflexionando sobre nuestra condición miserable y pensando en él. Fue entonces cuando me decidí a, más tarde o más temprano, cometer un atentado».
En 1913, el emperador Francisco José I de Austria le encargó a su sobrino y heredero, el archiduque Francisco Fernando, que asistiera a las maniobras militares que se desarrollarían en Bosnia en junio de 1914. Tras la inspección, el archiduque planeaba visitar Sarajevo con su esposa, donde inauguraría las nuevas instalaciones del museo público. Según su hijo mayor, el duque Maximiliano, la duquesa Sofía acompañó a su marido porque temía por su seguridad.
Francisco José I había consentido el matrimonio de Francisco Fernando con la condición de que sus descendientes nunca pudieran acceder al trono. Sofía era una condesa checa y se le trataba como a cualquier ciudadana en la corte austriaca. La pareja cumplía catorce años de matrimonio el 28 de junio. Como el historiador A. J. P. Taylor escribió:

[Sofía] nunca podría tener la misma posición [que Francisco Fernando] (...), jamás podría tener su grandeza, ni siquiera sentarse a su lado en cualquier ocasión pública. Había una brecha... su esposa podría disfrutar del reconocimiento de su posición cuando él estuviera ejerciendo su función militar. Por eso, él decidió, en 1914, inspeccionar el ejército en Bosnia. En su capital, Sarajevo, el archiduque y su esposa podrían sentarse juntos en un coche abierto. Por amor, el archiduque perdió la vida.

Francisco Fernando era un defensor de los Estados Unidos de la Gran Austria, un proyecto federalista que reorganizaría Austria-Hungría gracias a la creación de Estados eslavos semiautónomos reunidos en el imperio bajo una tercera corona. Un reino eslavo podría haber sido un reducto para el irredentismo serbio, visto por el archiduque como una amenaza. Princip declaró más tarde al tribunal que una de sus motivaciones era impedir el plan de reformas de Francisco Fernando. El día del asesinato, el 28 de junio —15 de junio por el calendario juliano— se conmemoraba la festividad de San Vito, conocida en Serbia como Vidovdan, y la batalla de Kosovo de 1389 contra los otomanos —en la que el sultán Murad I fue asesinado en su tienda de campaña por un serbio—.

## Preliminares

### Plan de acción

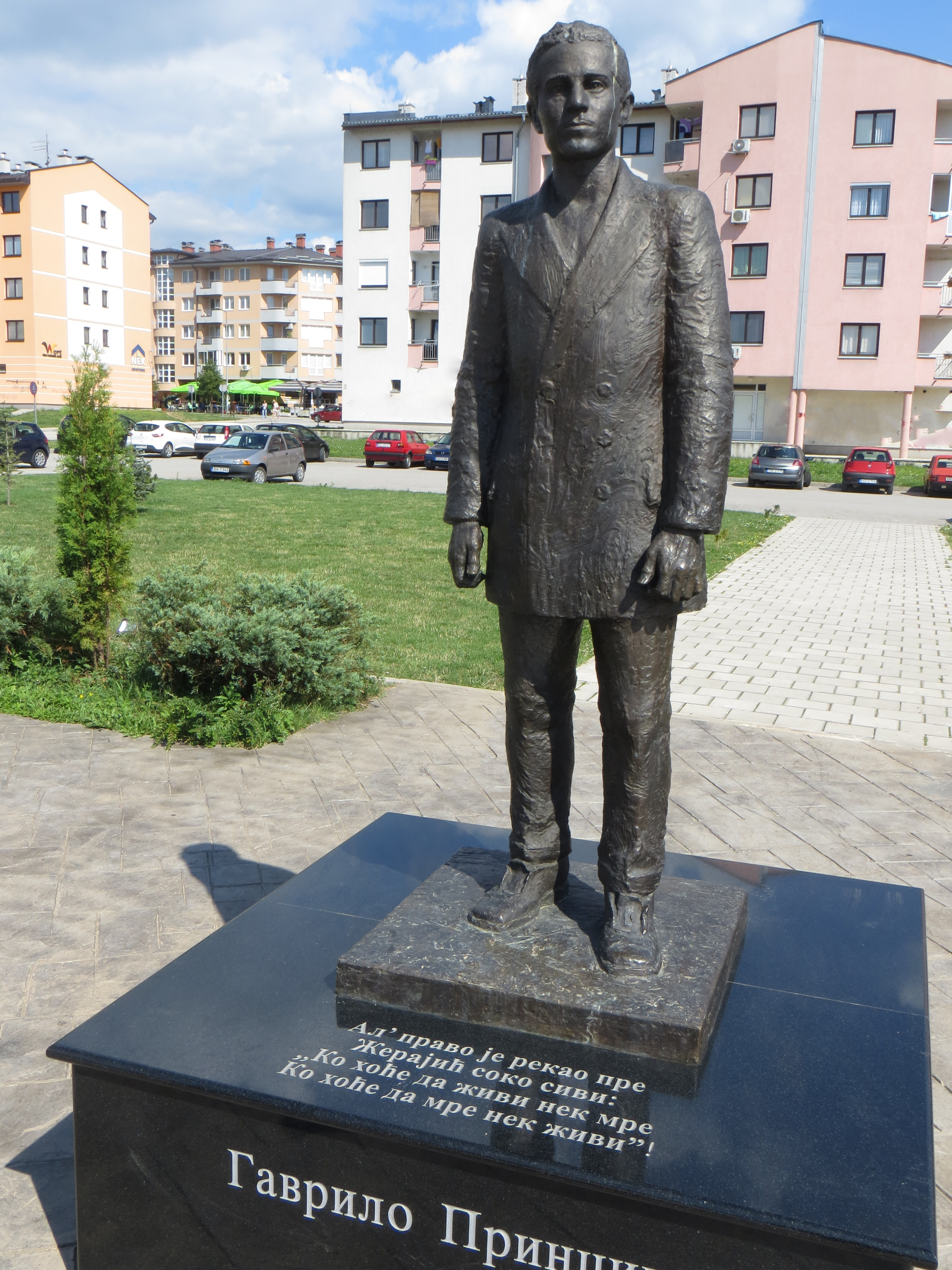
Monumento en memoria de Gavrilo Princip, autor del atentado, ubicado en Sarajevo.

Danilo Ilić, un serbobosnio que había sido profesor y empleado de banca, vivió entre 1913 y 1914 con su madre, que dirigía una pequeña pensión en Sarajevo. Ilić lideraba la organización revolucionaria Joven Bosnia (Mlada Bosna), integrada por estudiantes bosnio-serbios, bosnio-musulmanes y bosnio-croatas, que tenía como ideal la integración de Bosnia en una entidad nacional yugoslava o pan-serbia. Ilić reclutó a Gavrilo Princip, Nedeljko Čabrinović, Vaso Čubrilović, Trifko Grabež, Muhamed Mehmedbašić y Cvjetko Popović, que participarían en la conspiración que ejecutó el atentado.
El ideólogo de Joven Bosnia era Vladimir Gaćinović, quien promovía el tiranicidio como principal método de lucha política. Joven Bosnia recibió alguna asistencia de la organización secreta Mano Negra, integrada por militares serbios, con la que estaba relacionada a través de Gaćinović. Gaćinović condenó el atentado en una carta, que pudo haber sido también una forma de evadir la persecución judicial.
A finales de 1913, Danilo Ilić estaba en el puesto de escucha serbio en Užice, donde se citó con el oficial al mando, el capitán C. A. Popović (miembro de la Mano Negra). Popović lo envió a Belgrado para discutir el asunto con el jefe de la inteligencia militar serbia, el coronel Dragutin Dimitrijević, más conocido con el nombre en clave «Apis». Aquel año, el coronel y otros conspiradores militares (que habían participado activamente en el golpe de mayo de 1903) empezaron a hacerse con el control de lo que quedaba de la Mano Negra.
No hay relatos sobre lo que pasó entre Ilić y Apis, pero justo después de su encuentro, el brazo derecho del coronel y cofrade en la Mano Negra, el mayor Vojislav Tankosić, que estaba al mando de los entrenamientos de la guerrilla, convocó una reunión con los irredentistas serbios en Toulouse. Entre los que fueron convocados a la reunión estaba Muhamed Mehmedbašić, carpintero de profesión e hijo de un empobrecido noble musulmán de Herzegovina y miembro de la Mano Negra que había sido tomado a su cargo en la organización por Vladimir Gacinović, director provincial para Bosnia y Herzegovina, y por Ilić. Mehmedbašić afirmaba estar «ansioso por realizar un acto de terrorismo para reavivar el espíritu revolucionario de Bosnia». Aunque la reunión de Toulouse, en enero de 1914, pusiera sobre la mesa el nombre de diversas personalidades austrohúngaras (incluido el propio Francisco Fernando) como posible blanco de los atentados, los participantes se decidieron por enviar a Mehmedbašić a Sarajevo para matar al gobernador de Bosnia, Oskar Potiorek. En el recorrido entre Francia y Bosnia-Herzegovina, el tren en el que viajaba Mehmedbašić fue inspeccionado por policías, que buscaban a un ladrón. Por miedo a ser inspeccionado, Mehmedbašić tiró sus armas (una daga y una botella de veneno) por la ventana y, al llegar a Sarajevo, salió en busca de otras armas para ejecutar el plan.

### Elección de Francisco Fernando
El 26 de mayo de 1914, cuando Mehmedbašić estaba listo para atentar contra Potiorek, Ilić le convocó para otra reunión e informó de que Belgrado había descartado la misión de matar al gobernador. Las nuevas órdenes eran eliminar al archiduque Francisco Fernando y Mehmedbašić debía quedarse alerta. Ilić reclutó a los jóvenes serbios Vaso Čubrilović y Cvjetko Popović para participar en el atentado poco después de la Pascua. Tres jóvenes serbobosnios residentes en Belgrado —Gavrilo Princip, Trifko Grabež, y Nedeljko Čabrinović—, testificaron en el juicio de Sarajevo que ya en ese mismo momento (poco después de la Pascua) estaban ansiosos por cometer un asesinato y se acercaron a un colega bosnio, el exguerrillero Milan Ciganović, a través del cual llegaron al mayor Tankosić, que les encargó transportar armas para Sarajevo y tomar parte en el atentado.
Mientras tanto, los planes se atrasaron más de un mes. El grupo contratado por Ciganović les informó de los cambios: «No hay nada que hacer, el viejo emperador está enfermo y el heredero no vendrá a Bosnia». Cuando Francisco José mejoró, se retomó la operación y Tankosić dio a los asesinos una pistola para que practicasen. El resto de las armas fueron entregadas finalmente el 26 de mayo. Los tres asesinos de Belgrado testificaron que el mayor Tankosić les entregó, tanto de forma directa como por medio de Ciganović, seis granadas, cuatro pistolas semiautomáticas Browning, munición, dinero, cápsulas de cianuro para suicidarse y un mapa especial con la posición de la guardia. Asimismo, fue el encargado de entrenarles y les proporcionó contactos de una ruta clandestina usada para infiltrar agentes y armas en Austria-Hungría. Tankosić confirmó posteriormente al periodista e historiador Luciano Magrini que les había proporcionado bombas y pistolas, que fue el encargado del entrenamiento de Princip, Grabež y Čabrinović y que la idea de las cápsulas de suicidio era suya.

### La ruta de infiltración en Bosnia

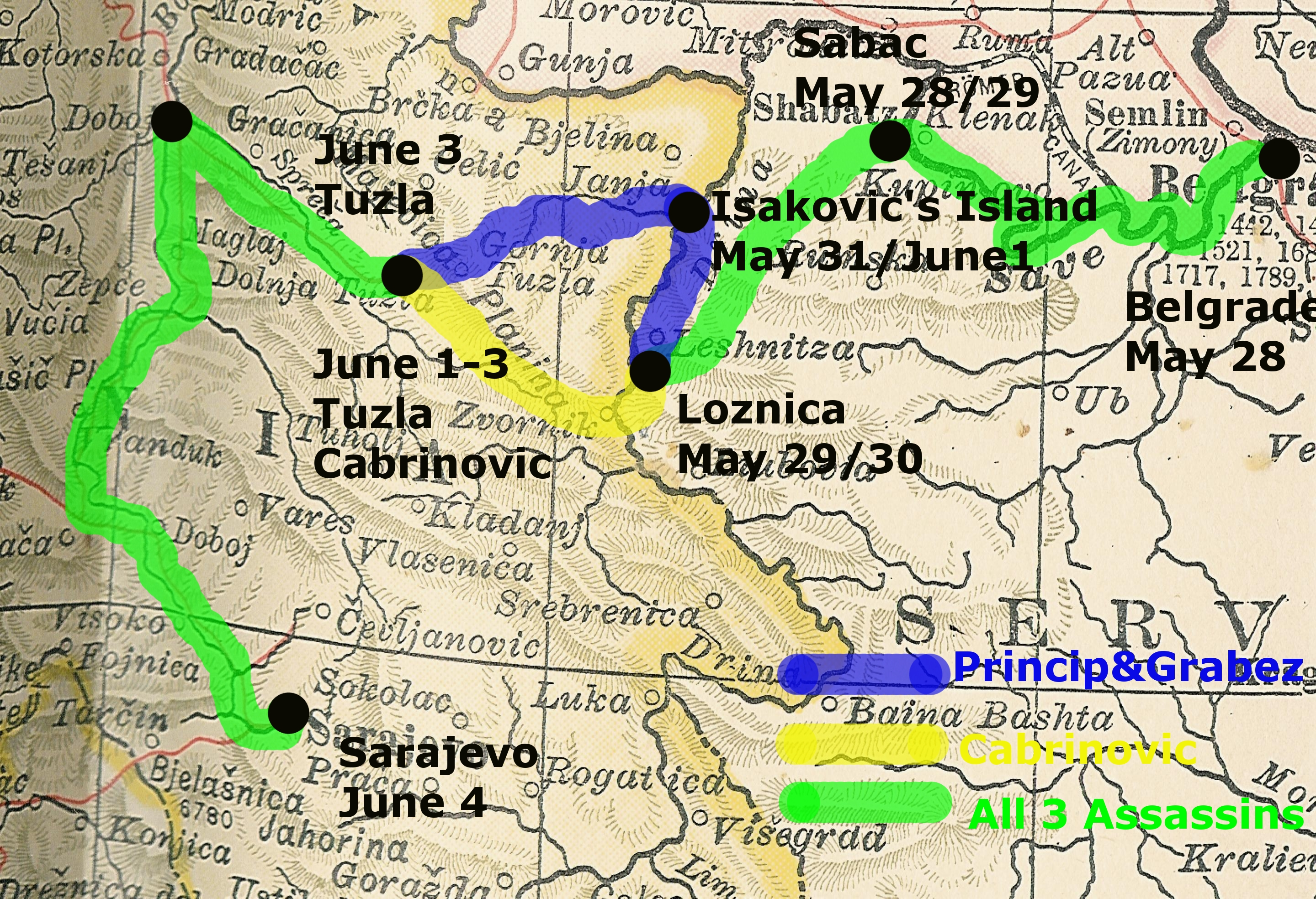
La ruta de los asesinos: de Belgrado a Sarajevo.

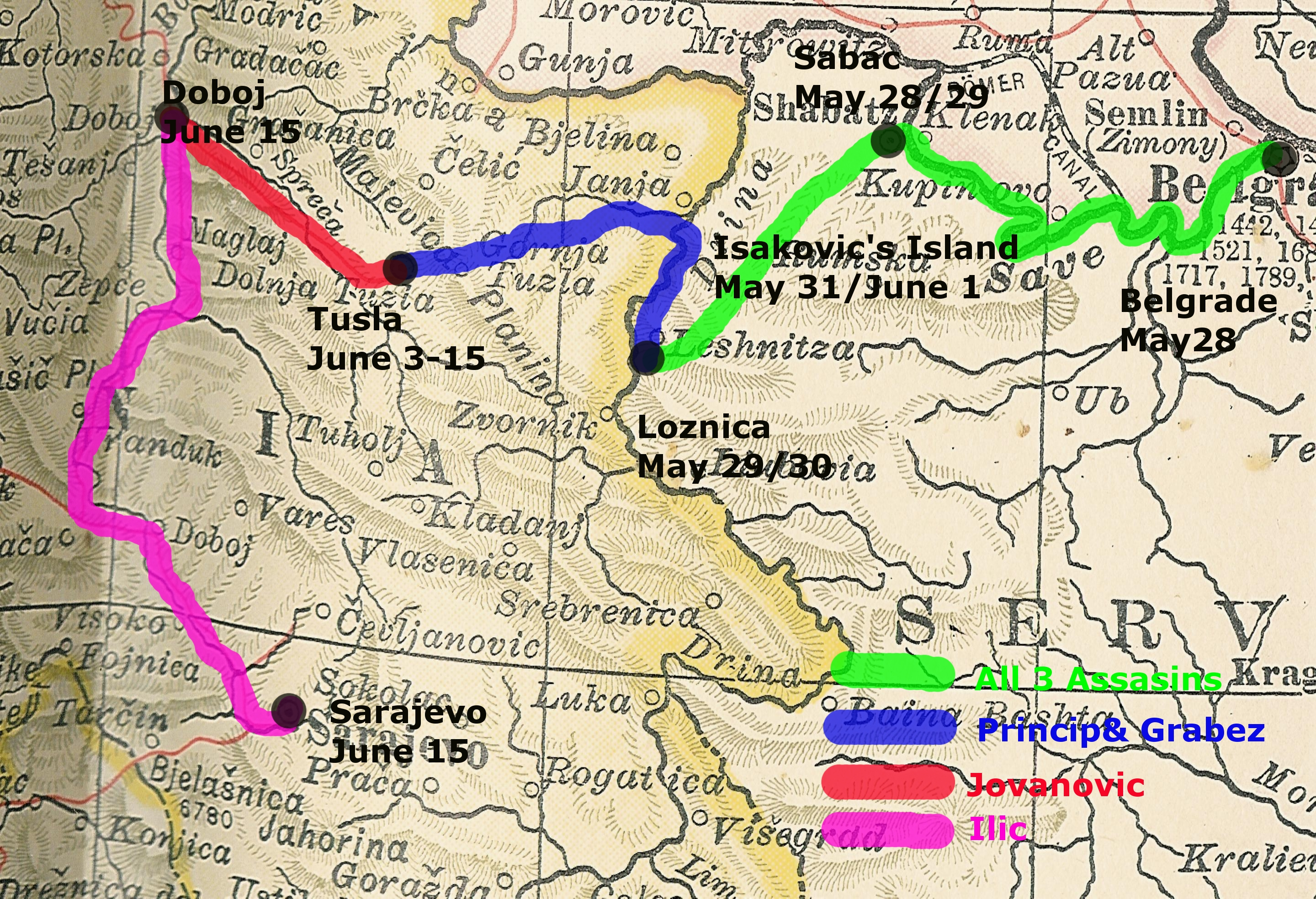
La ruta de las armas: de Belgrado a Sarajevo.

Princip, Grabež y Čabrinović habían abandonado Belgrado en un barco el 28 de mayo, viajando a través del río Sava, hasta Šabac, donde le entregaron un carné al capitán Popović, de la policía fronteriza serbia. Popović, por su parte, le entregó una carta al capitán serbio Prvanović y rellenó un formulario con los nombres de los tres funcionarios aduaneros cuyas identidades podían asumir para recibir, con descuento, los billetes de tren en el viaje hacia Loznica, una pequeña ciudad de la frontera.
Cuando los tres hombres llegaron a Loznica, el 29 de mayo, el capitán Prvanović convocó a tres de sus sargentos para discernir cuál sería la mejor manera de atravesar la frontera sin ser detectados. Mientras esperaban, Princip y Grabež tuvieron sus diferencias con Čabrinović por sus repetidas violaciones de la seguridad de la operación. Este les entregó sus armas a sus dos compañeros y Princip le orientó para seguir solo hacia Zvornik, utilizar el carné de Grabež para cruzar la frontera hasta Tuzla y volver enseguida.
La mañana del 30 de mayo, el sargento Budivoj Grbić aceptó la tarea de llevar a Princip y a Grabež hasta Isaković, una pequeña isla en medio del río Drina, que separaba Serbia y Bosnia. Al llegar al destino, el día siguiente, Grbić dejó a los jóvenes y sus armas al cuidado de los agentes de la Narodna Odbrana —un grupo nacionalista serbio— que serían los responsables de su transporte en territorio austro-húngaro y de encontrar los diversos escondrijos. Princip y Grabež cruzaron la frontera con Austria-Hungría la noche del 1 de junio. Llegaron a Tuzla el 3 de junio, dejaron las armas con Misko Jovanović, agente de Narodna Odbrana, y se reunieron con Čabrinović.
Los agentes de la Narodna Odbrana informaron de sus actividades a Boža Janković, presidente de la organización quien, a su vez, informaba directamente al primer ministro interino, Nikola Pašić. El informe para Pašić contenía el nombre de un nuevo conspirador militar, el mayor serbio Kosta Todorović, comisario fronterizo y director de los servicios de inteligencia militar serbia para la frontera entre Rada y Ljuboija. Las notas manuscritas por el primer ministro incluían también el nombre en clave de uno de los asesinos («Trifko» Grabež) y el nombre del mayor Tankosić. Tantos los informes como los manuscritos y otros documentos comprobatorios fueron incautados posteriormente por los austriacos.
En Tuzla, Čabrinović se encontró casualmente con Ivan Vila, amigo de su padre y detective de la policía de Sarajevo. Casualmente, Vila viajaba hacia Sarajevo en el mismo tren que los compañeros y Čabrinović le preguntó sobre la fecha de la visita de Francisco Fernando a la capital. A la mañana siguiente, informó a los conspiradores de que el atentado ocurriría el 28 de junio.
Al llegar a Sarajevo, el 4 de junio, Princip, Grabež y Čabrinović siguieron caminos diferentes: el primero se encontró con Ilić, después visitó a su familia en Hadžici y volvió a la capital el 6 de junio, hospedándose en casa de la madre de Ilić; Grabež se unió con su familia en Pale y Čabrinović volvió a casa de su padre, en Sarajevo.
El 14 de junio, Ilić viajó hacia Tuzla para traer armas a Sarajevo. Desde allí, siguió con Miško Jovanović para Doboj donde este último mantenía el armamento escondido en una gran caja de azúcar. Para no levantar sospechas, los dos viajaron en trenes separados. Ese mismo día, Ilić volvió a Sarajevo, cambiando de tren en los límites de la ciudad y cogiendo un tranvía para evitar que la policía le detectara. Al llegar a casa de su madre, Ilić escondió las armas en una maleta, bajo un sofá, y viajó, alrededor del 17 de junio, hacia Brod. Preguntado en el juicio sobre la finalidad del viaje, Ilić dio informaciones confusas al afirmar en un principio que había viajado a Brod para impedir el asesinato y, posteriormente, que había vuelto a Sarajevo con este fin.

### Víspera de los ataques
Ilić empezó a distribuir las armas a los conspiradores el 27 de junio. Hasta esa fecha, mantuvo en secreto las identidades de los miembros de Belgrado a los que habían sido reclutados en Sarajevo y viceversa. Según Mehmedbašić «en la víspera del ataque, Ilić me presentó a Princip, en un café de Sarajevo con las palabras "Mehmedbašić estará con nosotros mañana"». Los tres enviaron una carta postal a Vladimir Gaćinović, director provincial de la Mano Negra para Bosnia y Herzegovina, que se encontraba en Francia. La mañana del día 28 de junio, Ilić colocó a los seis integrantes del grupo a lo largo de la ruta de la comitiva imperial y les exhortó a que fueran valientes.

## El asesinato

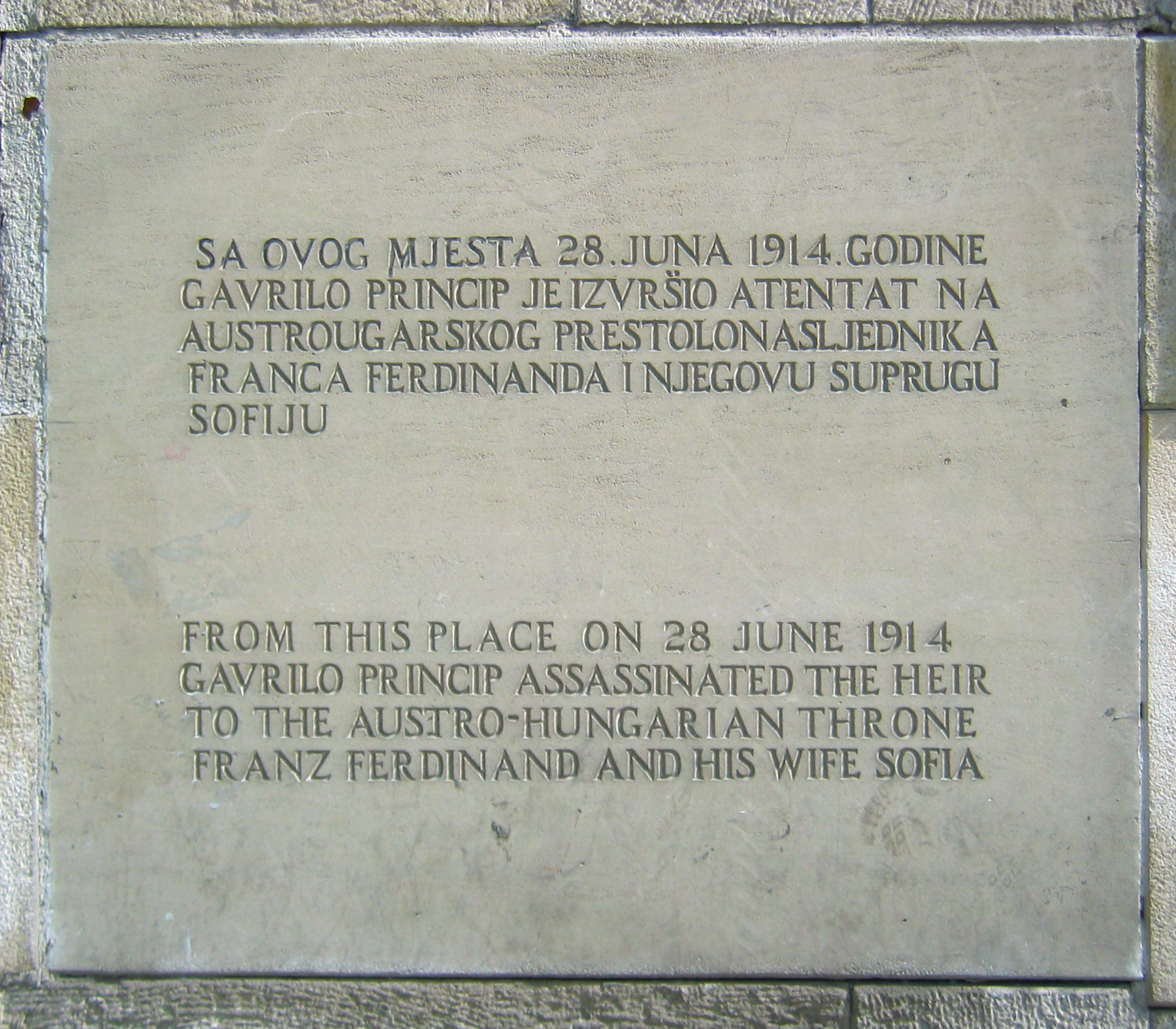
Placa alusiva a la muerte del archiduque Francisco Fernando en el lugar exacto del atentado de 1914: «Desde este lugar, el 28 de junio de 1914, Gavrilo Princip asesinó al heredero del trono austro-húngaro, Francisco Fernando y su esposa Sofía».

### La comitiva

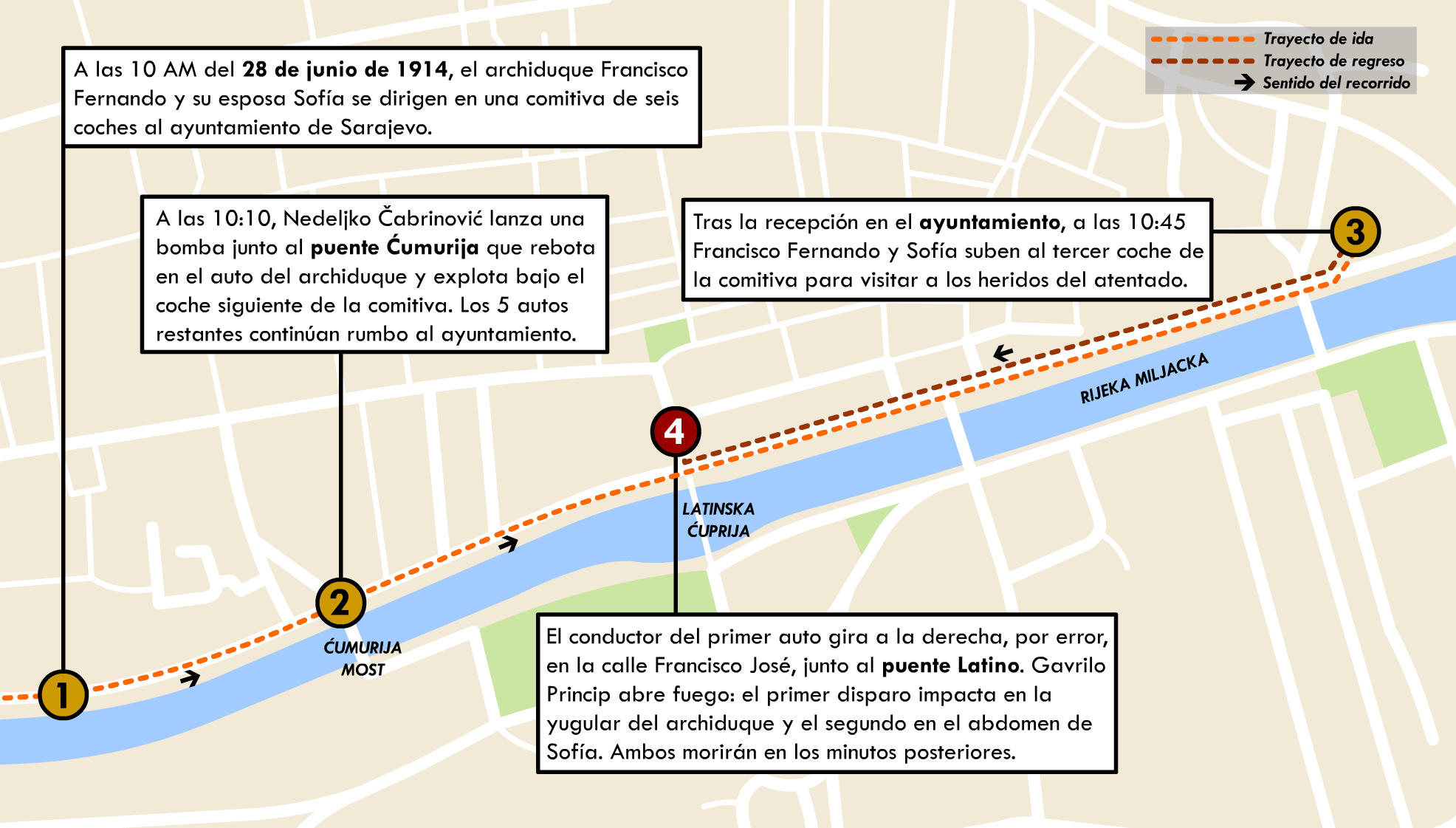
Cronología del asesinato del archiduque.

La mañana del 28 de junio de 1914, Francisco Fernando con su comitiva salió en tren de Ilidža hacia Sarajevo, donde fue recibido con gran pompa por el gobernador Oskar Potiorek. Seis coches fueron puestos a disposición de la comitiva. Al mismo tiempo, por equivocación, tres agentes de la policía local montaron en el primer coche junto con el jefe de seguridad especial, mientras que los oficiales a su servicio fueron dejados atrás. El segundo coche llevaba al alcalde y al jefe de la policía de Sarajevo. El tercer coche era un Gräf & Stift descapotable, donde iban Francisco Fernando, Sofía, el gobernador Potiorek y el teniente-coronel, conde Franz von Harrach. Según el programa oficial de la visita, la primera parada de la comitiva era en un cuartel, para una rápida revista. A las 10 de la mañana, el grupo siguió hacia el ayuntamiento.

### Atentado con bomba

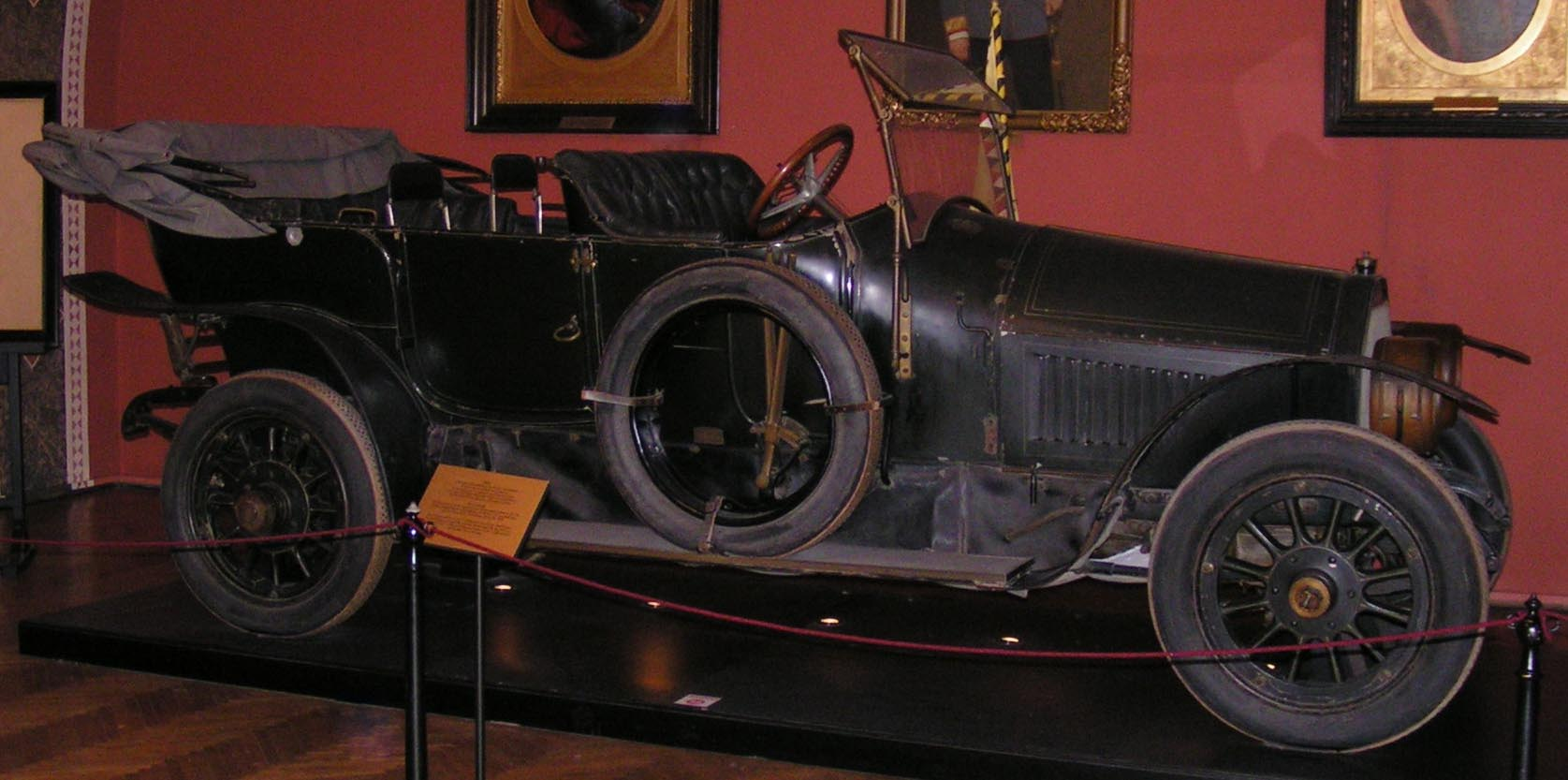
El automóvil Gräf & Stift Double Phaeton, usado por Francisco Fernando el día del asesinato. El agujero dejado por la bala que mató a Sofía puede verse encima del neumático, a la izquierda de la foto.

La comitiva pasó delante de Mehmedbašić, que Ilić había colocado enfrente del jardín del café Mostar. Sin embargo, no consiguió tirar la bomba sobre el coche del archiduque. Vaso Čubrilović, que estaba a su lado con una pistola y una bomba, tampoco consiguió reaccionar. El siguiente miembro por el que pasó la comitiva era Nedeljko Čabrinović, armado con una bomba, que se encontraba en el lado opuesto de la calle paralela al río Miljacka.
A las 10:10, el coche de Francisco Fernando se acercó y Čabrinović lanzó la bomba. Sin embargo, el artefacto rebotó en la capota abierta del vehículo, cayó en la calle y explotó bajo el coche siguiente de la comitiva. La explosión abrió en el suelo un agujero de 30 cm de diámetro e hirió a un total de 20 personas. Tras el ataque, Čabrinović se tragó la cápsula de cianuro y se tiró al río Miljacka. Sin embargo, el intento de suicidio fracasó pues Čabrinović vomitó el veneno, ya que el cianuro dentro de la cápsula estaba descompuesto y en mal estado, y el río tenía solo 12 cm de profundidad. Detenido por la policía, Čabrinović fue agredido por la multitud antes de ser llevado al cuartel.
La comitiva salió rápidamente en dirección al ayuntamiento y dejó el coche averiado atrás. Cvjetko Popović, Gavrilo Princip y Trifun Grabež no consiguieron efectuar ningún ataque contra el grupo debido a la velocidad a la que se desplazaban.

### Recepción en el ayuntamiento

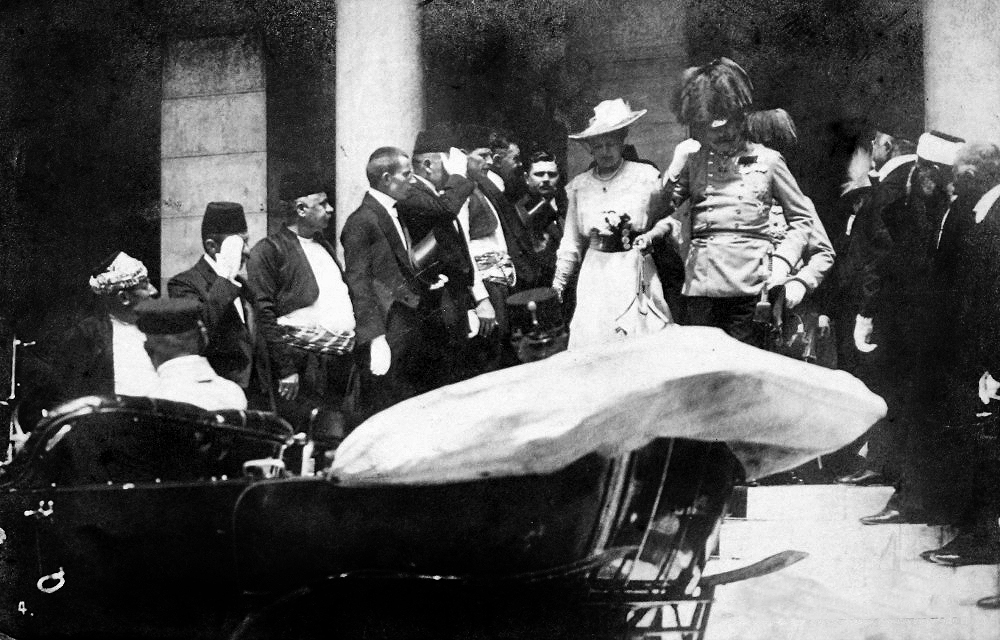
Francisco Fernando y Sofía abandonando el ayuntamiento de Sarajevo, minutos antes del atentado que acabó con su vida.

Al llegar al ayuntamiento para una recepción oficial, Francisco Fernando mostró claros signos de irritación y tensión. De hecho, interrumpió el discurso de bienvenida del alcalde Fehim Čurčić para protestar: «Señor alcalde, vine aquí para hacer una visita y me lanzaron una bomba. ¡Es ultrajante!» La duquesa Sofía le susurró algo al oído. Francisco Fernando hizo una pausa y le dijo al alcalde: «... ahora puede seguir hablando». Finalmente, el archiduque se calmó y el alcalde pronunció su discurso. Cuando llegó el momento del discurso de Francisco Fernando, este añadió al texto ya preparado algunas observaciones sobre lo que había pasado ese día y le agradeció al pueblo de Sarajevo por «su alegría ante el fracaso del intento de asesinato».
Los oficiales y los miembros de la comitiva del archiduque discutieron sobre lo que había que hacer. Francisco Fernando y Sofía cancelaron su agenda para visitar a los heridos por el atentado en el hospital. El conde Harrach se colocó en el estribo izquierdo del coche para proteger al archiduque. A las 10:45, Francisco Fernando y Sofía subieron, como antes, al tercer coche de la comitiva. Para evitar el centro de la ciudad, el gobernador Potiorek decidió que el vehículo imperial debía seguir en línea recta por los embarcaderos Appel hasta el hospital de Sarajevo. Sin embargo, a Potiorek se le olvidó avisar al conductor, Leopold Lojka, de esto. De camino al hospital, Lojka giró a la derecha en la calle Francisco José.

### Muerte a tiros

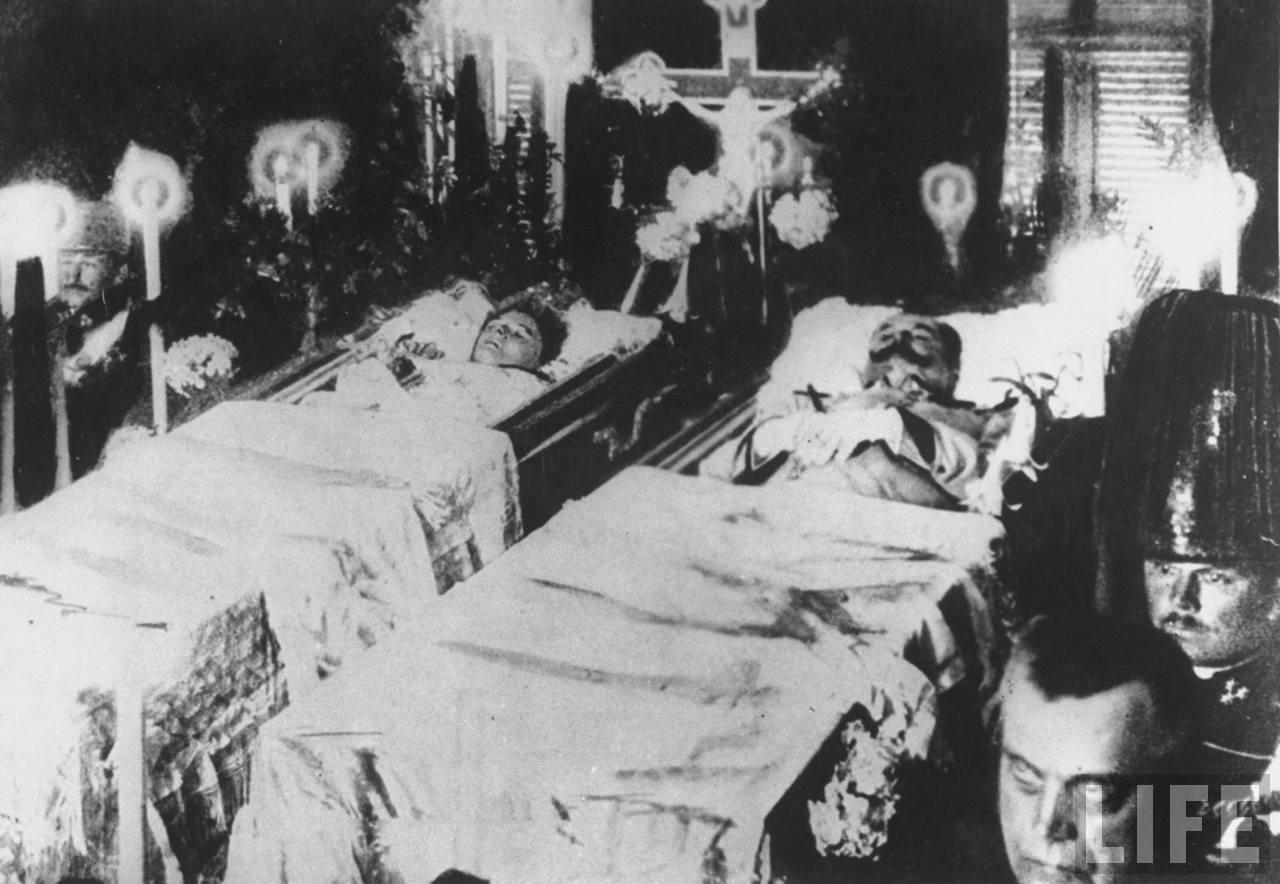
Funeral de los archiduques.

Tras saber que el plan del asesinato había fracasado, Princip fue hasta una tienda de delicatessen de las proximidades. En el cuarto trasero, el serbio vio el coche abierto de Francisco Fernando maniobrando cerca del puente Latino. En ese momento, el conductor daba la vuelta para tomar el camino correcto hacia el hospital de Sarajevo, pero el motor del vehículo se paró durante la maniobra y Princip vio su oportunidad.
Princip avanzó y disparó dos tiros a una distancia de cerca de cinco metros, usando una pistola semiautomática FN Modelo 1910 del calibre 7.65, con el número de serie #19074. La primera bala alcanzó al archiduque en la yugular y la segunda dio en el abdomen de la duquesa. Princip fue detenido inmediatamente. Durante el juicio, afirmó que su intención no era matar a Sofía, sino al gobernador Potiorek.
Gravemente heridos, llevaron a la pareja para que les atendiera un médico en la residencia del gobernador. Según el relato del conde Harrach, las últimas palabras de Francisco Fernando fueron «¡Sofía!, ¡Sofía! No te mueras... vive para nuestros hijos», seguidas de seis o siete «No es nada», en respuesta a las preguntas del conde sobre su estado. Sus palabras fueron seguidas por un largo estertor. Sofía murió antes de llegar a la residencia del gobernador. Francisco Fernando murió diez minutos después.

### Consecuencias

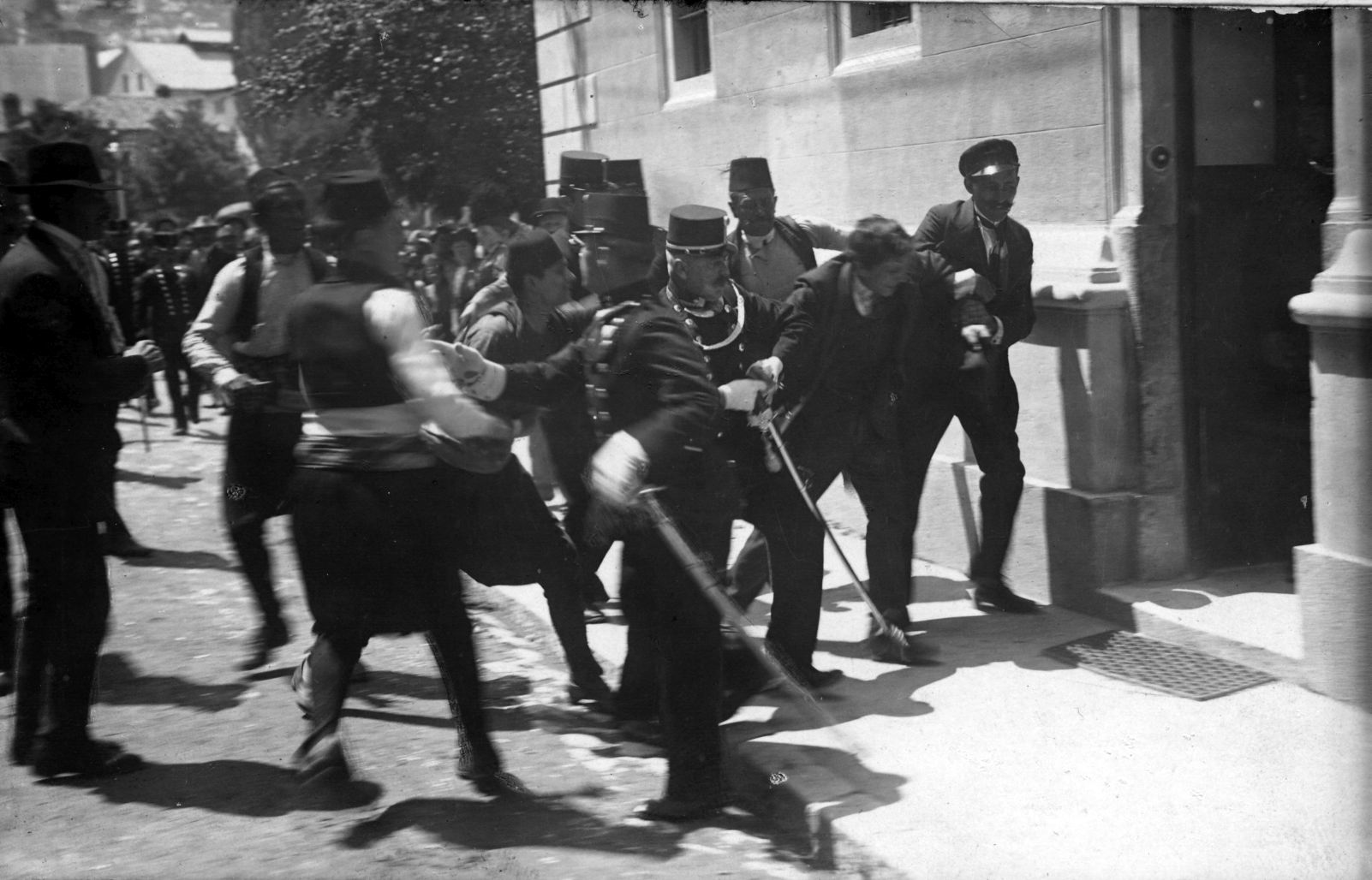
Foto en el momento en el que la policía captura a un sospechoso después del asesinato del archiduque austrohúngaro Francisco Fernando.

Todos los involucrados en el atentado fueron capturados. Aquellos que estuvieron bajo vigilancia austro-húngara fueron juzgados junto con los responsables del túnel, que ayudaron a entregar las armas a los conspiradores en Sarajevo. Mehmedbašić fue apresado en Montenegro, pero fue autorizado a «escapar» hacia Serbia, donde se unió a los auxiliares del mayor Tankosić. En 1916 fue finalmente apresado.
En las horas que siguieron al asesinato se produjeron pogromos anti-serbios en Sarajevo y en varias localidades de Austria-Hungría, hasta que los militares restablecieron el orden.

## Juicios y condenas

### Juicio de Sarajevo (octubre de 1914)
Las autoridades austrohúngaras capturaron y procesaron a los conspiradores de Sarajevo, así como a los agentes y los campesinos que ayudaron a ejecutar los planes. La principal acusación era conspiración para alta traición con relación a los círculos oficiales del Reino de Serbia, cuya pena era la muerte. El juicio se celebró entre el 12 y el 23 de octubre y el veredicto fue dictado el 28 de octubre de 1914.

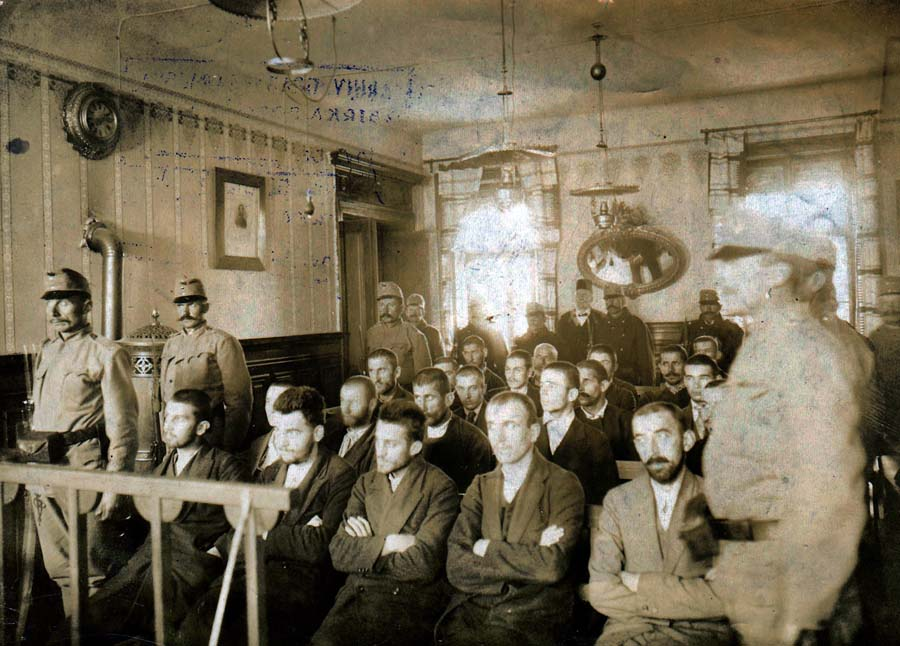
El juicio de Sarajevo. Princip está sentado en el centro de la primera fila.

Los reos adultos, que podían ser condenados a pena de muerte, se presentaron en el juicio como participantes involuntarios de la conspiración. La declaración de Veljko Cubrilović (agente de la Narodna Odbrana, que ayudó a coordinar el transporte de armas) es ilustrativa de esa táctica de defensa. Este declaró al tribunal: «Princip se me encaró y me dijo enérgicamente: "Si lo quieres saber, esa es la razón por la que vamos a realizar el asesinato del heredero, y ya que lo sabemos, debes mantenerlo en secreto. Si nos traicionas, tú y tu familia seréis asesinados"». Interrogado por su abogado, Cubrilović describió con detalle los motivos que le obligaron a cooperar con Princip y Grabež. Explicó que una organización revolucionaria, capaz de cometer grandes atrocidades, estaba detrás de Princip, que este conocía la existencia de esa organización en Serbia y que, por ello, temía que destruyeran su casa y que mataran a su familia si no hacía lo que querían. Cuando le preguntaron sobre por qué se arriesgó a ser castigado por la ley en vez de contar con su protección ante tales amenazas, respondió: «Tenía más miedo al terror que a la ley».
Para rechazar esta acusación, los conspiradores de Belgrado —que, debido a su corta edad, no podían ser condenados a pena de muerte— intentaron salvar a los órganos oficiales serbios modificando sus declaraciones y asumiendo toda la culpa de la conspiración. Princip declaró: «Soy un nacionalista yugoslavo y creo en la unificación de todos los eslavos meridionales bajo cualquier forma de Estado libre de Austria». Interrogado sobre cómo pretendía realizar ese objetivo, respondió: «Por medio del terror». Cabrinović, sin embargo, declaró que las convicciones políticas que lo motivaron a matar a Francisco Fernando eran las mismas defendidas en medios serbios. El tribunal no creyó en las historias de los reos, alegando que pretendían eximir a Serbia de la culpa. El veredicto fue: «El tribunal considera probado por las pruebas que tanto la Narodna Odbrana como ciertos círculos militares del Reino de Serbia responsables de los servicios de espionaje, colaboraron con la conspiración».
Según la ley austrohúngara, los detenidos con edad inferior a 20 años en el momento del delito podían ser condenados a una pena máxima de 20 años de cárcel. A pesar de que hubo dudas sobre la edad real de Princip, el tribunal determinó que tenía menos de 20 años en el momento del asesinato. Como Bosnia y Herzegovina no pertenecían formalmente al Imperio austrohúngaro, el gobernador bosnio —y ministro de Finanzas austriaco— Leon Biliński pidió clemencia a Francisco José I para los condenados a muerte. El emperador atendió a dos de las peticiones. Las sentencias fueron las siguientes:
| Nombre               | Sentencia                                                                                   |
| -------------------- | ------------------------------------------------------------------------------------------- |
| Gavrilo Princip      | Cadena perpetua.                                                                            |
| Nedjelko Čabrinović  | 20 años de cárcel.                                                                          |
| Trifko Trifun Grabež | 20 años de cárcel.                                                                          |
| Vaso Čubrilović      | 16 años de cárcel.                                                                          |
| Cvjetko Popović      | 13 años de cárcel.                                                                          |
| Lazar Djukić         | 10 años de cárcel.                                                                          |
| Danilo Ilić          | Muerte por ahorcamiento (ejecutado el 3 de febrero de 1915).                                |
| Veljko Čubrilović    | Muerte por ahorcamiento (ejecutado el 3 de febrero de 1915).                                |
| Nedjo Kerović        | Muerte por ahorcamiento, conmutada por 20 años de cárcel por el emperador Francisco José I. |
| Mihaijlo Jovanović   | Muerte por ahorcamiento (ejecutado el 3 de febrero de 1915).                                |
| Jakov Milović        | Muerte por ahorcamiento, conmutada por 20 años de cárcel por el emperador Francisco José I. |
| Mitar Kerović        | Cadena perpetua.                                                                            |
| Ivo Kranjcević       | 10 años de cárcel.                                                                          |
| Branko Zagorac       | 3 años de cárcel.                                                                           |
| Marko Perin          | 3 años de cárcel.                                                                           |
| Cvijan Stjepanović   | 7 años de cárcel.                                                                           |
| Otros 9 detenidos    | Absueltos.                                                                                  |

Durante el juicio, Čabrinović expresó su arrepentimiento por los asesinatos. Tras la condena, recibió una carta de perdón de los tres huérfanos de Francisco Fernando y Sofía. Čabrinović y Princip murieron de tuberculosis en la cárcel.

### Juicio de Tesalónica (1917)
A finales de 1916 y principios de 1917, Austria-Hungría inició conversaciones secretas de paz con Francia. Se sabe hoy que también hubo conversaciones paralelas entre Austria-Hungría y Serbia en Ginebra en las que el primer ministro Pašić fue representado por su brazo derecho, Stojan Protic y el príncipe regente Alejandro I de Yugoslavia, representado por el coronel Petar Živković. Carlos I de Austria y IV de Hungría estableció una condición sine qua non para que la soberanía de Serbia (que había sido ocupada en 1915) fuese restablecida: garantías de que no ocurrirían nuevas agitaciones políticas contra Austria-Hungría.
Hacía algún tiempo que el príncipe regente Alejandro y los oficiales leales a él planeaban librarse de la camarilla militar liderada por Apis, que representaba una seria amenaza a su poder político. La propuesta de paz austrohúngara dio un nuevo impulso a este plan. El 15 de marzo de 1917, Apis y sus partidarios fueron imputados por varias acusaciones falsas ajenas a Sarajevo (el caso fue juzgado de nuevo por el Tribunal Supremo de Serbia en 1953 y todos los reos fueron absueltos), por la Corte Marcial serbia en el frente de Tesalónica —en la época, controlado por Francia—. El 23 de mayo, Apis y ocho de sus colaboradores fueron condenados a muerte y los otros dos fueron condenados a quince años de cárcel. Un prisionero murió durante el juicio y las acusaciones contra él fueron retiradas. El Tribunal Supremo de Serbia redujo a siete el número de condenas a muerte y el príncipe regente conmutó otras cuatro. Entre los juzgados, cuatro de los reos confesaron su participación en los atentados de Sarajevo y sus sentencias finales fueron las siguientes:
| Nombre                       | Sentencia                                                                                     |
| ---------------------------- | --------------------------------------------------------------------------------------------- |
| Dragutin Dimitrijević (Apis) | Muerte por fusilamiento (ejecutado el 26 de junio de 1917) y 70 dinares de costas del juicio. |
| Ljuba Vulović                | Muerte por fusilamiento (ejecutado el 26 de junio de 1917) y 70 dinares de costas del juicio. |
| Rade Malobabić               | Muerte por fusilamiento (ejecutado el 26 de junio de 1917) y 70 dinares de costas del juicio. |
| Muhamed Mehmedbašić          | 15 años de cárcel (conmutada y cancelada en 1919) y 60 dinares de costas del juicio.          |

Para justificar las ejecuciones, el primer ministro Pašić escribió al embajador en Londres: «...Dimitrijević (Apis), aparte de todo, admitió que ordenó la muerte de Francisco Fernando. Ahora, ¿quién podría indultarlo?» Cuando los tres condenados eran conducidos a su ejecución, Apis le comentó al conductor: «Ahora está claro para mí y para ti también que hoy moriré por fusiles serbios únicamente por haber organizado el crimen de Sarajevo». Vojislav Tankosić murió en combate a finales de 1915 y, por ende, no fue llevado a juicio.

## Controversia sobre la responsabilidad

### «Aviso» de Serbia a Austria-Hungría
Tras los asesinatos, los embajadores serbios en Francia, Milenko Vesnić, y en Rusia, Spalaiković declararon que Serbia había sido advertida sobre un atentado inminente. Poco después, el gobierno negó conocer la trama o haber realizado cualquier aviso. El primer ministro Pašić desmintió a sus embajadores en informaciones publicadas por Az Est el 7 de julio y por la edición parisina del New York Herald del 20 de julio. Sin embargo, otros miembros del gobierno también mencionaron la «advertencia», como el ministro de Educación serbio, Ljuba Jovanović, que escribió en el Krv Sloventsva que, a finales de mayo o principios de junio, Pašić había analizado la posibilidad de una trama de asesinato con miembros de su gabinete. El 18 de junio, un telegrama, carente de detalles, obligó al embajador serbio en Viena, Jovan Jovanović a avisar al gobierno austrohúngaro de que Serbia tenía razones para creer que había una conspiración para asesinar a Francisco Fernando en Bosnia. De hecho, el 21 de junio, Jovanović se reunió con el ministro de Finanzas austrohúngaro Leon Biliński. Según el coronel Lesanin, militar serbio adjunto en Viena, Jovanović «... destacó, en términos generales, los riesgos que corría el archiduque heredero con la inflamada opinión pública en Bosnia y en Serbia. Podría ocurrirle alguna desgracia. Su viaje podría causar incidentes y manifestaciones que Serbia censuraría, pero tendrían una repercusión fatal en las relaciones austro-serbias». Al final de la reunión, el embajador declaró a Lesanin que «... Biliński pareció no atribuir ninguna importancia al mensaje y lo dispensó, limitándose a agradecer su presencia y a despedirse diciendo: "Esperemos que no pase nada"».
En 1915, Jovanović afirmó públicamente que el aviso lo realizó motu proprio y que le había dicho a Biliński que «Entre los jóvenes serbios [del ejército], podría haber alguno dispuesto a cargar su fusil o su revólver con munición verdadera en lugar de con balas de fogueo y podría disparar contra el incitador [Francisco Fernando]». Biliński nunca habló abiertamente sobre el asunto, pero el jefe de su departamento de prensa confirmó que se había producido una reunión, sin embargo afirmó que, excepto un vago aviso, no hubo nunca mención a soldados de la minoría étnica austro-serbia disparando contra Francisco Fernando.

### Rade Malobabić
En 1914, Rade Malobabić era el jefe de espionaje de la inteligencia militar serbia en Austria-Hungría. Su nombre aparecía en documentos serbios capturados durante la guerra. Estos documentos describían la gestión del armamento, los municipios y los agentes de Serbia a Austria-Hungría, bajo la dirección de Malobabić.
Debido a la eliminación por Serbia de la confesión de Apis y de las transcripciones del juicio de Tesalónica, los historiadores vincularon, en un principio, a Malobabić con el ataque de Sarajevo. Sin embargo, en su confesión, Apis afirma: «Encargué a Malobabić que organizara el asesinato por el anuncio de la llegada de Francisco Fernando a Sarajevo». En el juicio de Tesalónica, el coronel Ljubomir Vulović (jefe del servicio fronterizo serbio) declaró: «En 1914, debido a mi viaje oficial de Loznica a Belgrado, recibí una carta del Estado Mayor [firmada por el mariscal Putnik, oficial del primer escalafón serbio] donde se notificaba la llegada de los agentes de Malobabić y de un profesor cuyo nombre no recuerdo (Danilo Ilić era profesor, pero no queda claro si es a él a quien se refiere Vulović) para que los pudiera enviar a Bosnia. Poco después se produjo el asesinato, en Sarajevo, del archiduque Francisco Fernando». En la víspera de su ejecución, Malobabić dijo a un sacerdote: «Me mandaron ir a Sarajevo, cuando el asesinato iba a producirse y, cuando todo acabó, me mandaron de vuelta para cumplir otras misiones, y entonces estalló la guerra». En el libro The Road to Sarajevo, Vladimir Dedijer presentó pruebas testimoniales adicionales de que Malobabić llegó a Sarajevo la víspera del ataque y dio la orden definitiva, al frente de la operación, a Danilo Ilić.

### ¿Mano Negra o Inteligencia militar serbia?
Tras la victoria serbia sobre Bulgaria en Macedonia en las guerras de los Balcanes, la Mano Negra empezó su decadencia debido a la falta de un sustituto para su presidente fallecido, a la falta de entendimiento interno y a la escasez de recursos financieros. Alrededor de 1914, la organización no actuaba bajo su constitución original, sino como una creación del jefe de la inteligencia militar serbia. Apis afirmó que las órdenes para los miembros de la organización eran escritas con la frase inicial «Como jefe del Departamento de Inteligencia del Estado Mayor General», haciendo referencia a la cadena de mando militar. Considerándose el hecho de que la Mano Negra original se encontraba inactiva y que, según el artículo 16 de su «Constitución», un atentado solo podía ordenarse tras una votación del consejo supremo, del presidente o del secretario —cosa que no ocurrió—, muchos autores defienden que la responsabilidad de los asesinatos debe ser atribuida a la inteligencia militar serbia. Por otra parte, la contribución de Milan Ciganović y del agente de la Mano Negra así como el hecho de que Vladimir Gaćinović, director provincial de la Mano Negra para Bosnia y Herzegovina, hubiera sido consultado sobre el atentado, favorecen la atribución de responsabilidad a la Mano Negra.

### Recorte de periódico
En el juicio se observa que los tres asesinos de Belgrado intentaron asumir toda la culpa por el atentado. Čabrinović reivindicó la idea de matar a Francisco Fernando tras recibir por correo un recorte de periódico que anunciaba la visita del archiduque a Sarajevo. Él mostró el recorte a Princip y decidieron realizar el asesinato. Princip declaró que, en Pascua (19 de abril), había escrito una carta a Ilić, informándole de los planes para matar a Francisco Fernando. Grabež testificó que él y Princip, también en Pascua, habían decidido matar al gobernador Potiorek o a Francisco Fernando, pero que se decantaron algo más tarde por el archiduque. El 26 de marzo, Ilić y Mehmedbašić habían decidido ya matar a Francisco Fernando por las instrucciones provenientes de Belgrado, anteriores al referido recorte de periódico y a las discusiones entre los tres asesinos en la capital serbia.

### Narodna Odbrana
La inteligencia militar serbia —mediante los miembros que quedaban en la Mano Negra— se infiltró en la Narodna Odbrana y usó sus rutas clandestinas para llevar a los asesinos y las armas de Belgrado a Sarajevo. El 5 de junio de 1914 en un informe dirigido al primer ministro Pašić, Boza Milanović, presidente de la Narodna Odbrana, manifestó su frustración con el secuestro de su organización en la sentencia final relativa a Sarajevo.

### Milan Ciganović
El primer ministro Pašić fue informado rápidamente sobre los planes del asesinato. Según el ministro de Educación, Ljuba Jovanović, la información se recibió lo suficientemente pronto como para que el gobierno ordenara a los guardas fronterizos que impidieran que los asesinos la cruzaran. Eso indica que Pašić conocía los planes para matar a Francisco Fernando antes de finales de mayo de 1914, cuando el gabinete se reunió. Según Albertini, la fuente de información más probable sería Milan Ciganović.
Las pruebas circunstanciales contra Ciganović incluyen su condición de sinecura en el gobierno serbio, la protección que recibió del jefe de policía y el alegato falso de Serbia para detenerlo, así como la protección que recibió durante la guerra y las provisiones que recibió después. En 1917, todos los conspiradores de Sarajevo apresados en territorio serbio fueron juzgados en Tesalónica bajo falsas acusaciones, excepto Ciganović, que llegó incluso a testificar contra sus compañeros.

### El agregado militar ruso
En su confesión, Apis declaró que Rusia había financiado el atentado y que el agregado militar ruso Victor Artamonov le había garantizado protección contra Austria-Hungría si se descubrían las operaciones de inteligencia serbia. Más tarde, en entrevista a Albertini, Artamonov negó cualquier tipo de implicación en el caso, pero afirmó que, en aquella época, había estado de vacaciones en Italia y había dejado a su asistente Alexander Werchovsky al mando. Según Artamonov, Werchovsky mantenía contacto diario con Apis, pero solo tuvo conocimiento de su función tras el final de la guerra. Werchovsky llegó a admitir la implicación de su gabinete, pero no volvió a manifestarse sobre este asunto.
Hay evidencias de que Rusia conocía la trama antes del 14 de junio. De Schelking escribió:

El 1 de junio de 1914 (el 14 de junio en el nuevo calendario), el zar Nicolás mantuvo una reunión con el rey Carlos I de Rumania en Constanza. Yo estaba allí en aquella época... de lo que pude extraer de mi conversación con miembros de su comitiva [de Sergei Sazonov, ministro ruso de Exteriores] es que él [Sazonov] estaba convencido de que una vez que el archiduque [Francisco Fernando] estuviese fuera de juego, la paz en Europa no estaría amenazada.

## Consecuencias

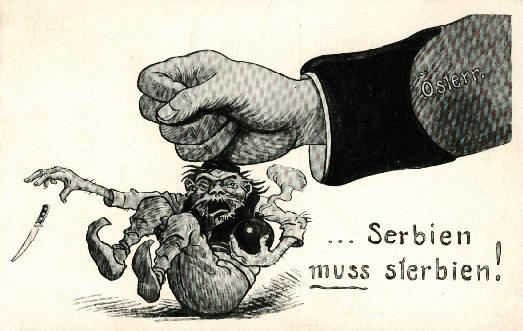
Serbien muss sterbien! («¡Serbia debe morir!»), caricatura que muestra la mano austriaca aplastando a un activista serbio.

El asesinato del archiduque Francisco Fernando conmocionó a toda Europa y causó un clima de simpatía internacional por la posición austriaca. Dos días después del asesinato, Austria-Hungría y Alemania exigieron a Serbia la apertura de una investigación, pero Slavko Gruic, secretario general del Ministerio de Exteriores serbio, respondió con un «No se ha hecho nada hasta ahora y el asunto no atañe al gobierno serbio». Hubo enseguida una tensa negociación entre el encargado de negocios austriaco en Belgrado y Gruic. Tras realizar una investigación criminal —y asegurarse de que Alemania iba a honrar su alianza militar— y convencer al escéptico conde Tisza sobre la necesidad de represalias contra el gobierno serbio, el gobierno austriaco envió una carta formal al gobierno de Serbia recordándole su compromiso de respetar la decisión de las grandes potencias sobre Bosnia y Herzegovina y de mantener buenas relaciones con Austria-Hungría. La carta exigía también medidas para evitar la divulgación de propaganda alusiva a la destrucción violenta de Austria-Hungría, la destitución de los responsables que pertenecían a las fuerzas armadas serbias, la cárcel para todos los involucrados en la trama de asesinato que se encontraran en territorio serbio y el bloqueo del envío clandestino de armas y explosivos de Serbia a Austria-Hungría.
El gobierno austrohúngaro amenazó con retirar a su embajador en Belgrado si Serbia no aceptaba todas las exigencias en un plazo de 48 horas. A esto se le conoció como la crisis de julio. Tras recibir un telegrama de apoyo de Rusia, Serbia movilizó a su ejército y respondió al ultimátum aceptando los artículos n.º 8 —que exigía el fin del contrabando de armas y el castigo para los oficiales fronterizos que habían colaborado con los asesinos— y n.º 10 —que exigía un informe sobre la ejecución de las medidas impuestas conforme se fueran realizando. Astutamente, Serbia aceptó de forma parcial y rechazó cortésmente los elementos del preámbulo y los artículos 7 y 9. Austria-Hungría reaccionó rompiendo relaciones diplomáticas con Serbia.

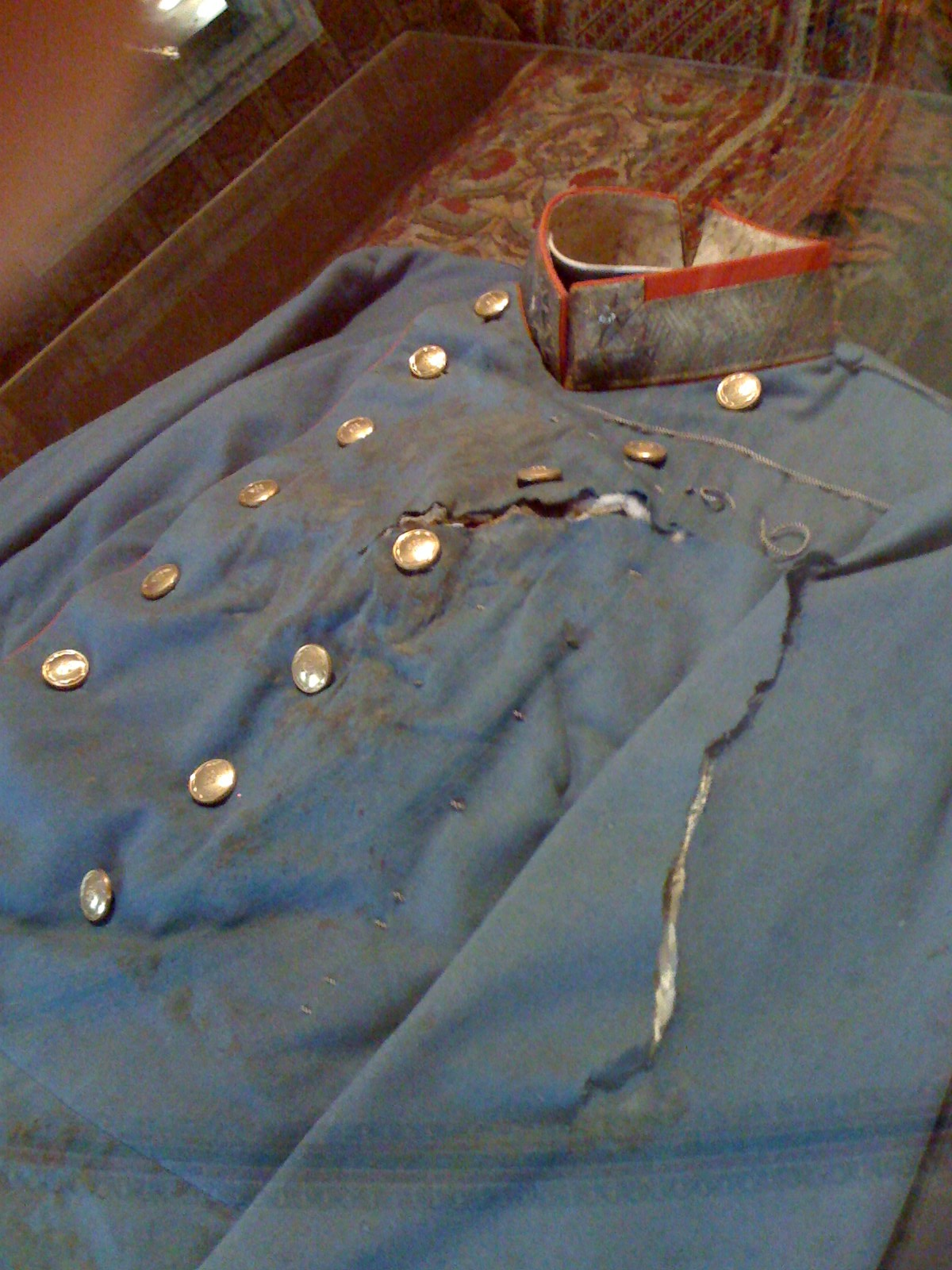
El uniforme de Francisco Fernando, aún con restos de sangre.

El día siguiente, reservistas serbios transportados por barcos por el río Danubio cruzaron la frontera austrohúngara del río en Temes-Kubin y fueron advertidos por soldados con tiros al aire. El informe de este incidente fue esbozado y relatado inicialmente al emperador Francisco José I como «un conflicto considerable». Ante esto, Austria-Hungría declaró la guerra a Serbia el 28 de julio de 1914 y movilizó a la parte de su ejército que iba a enfrentarse al ya movilizado ejército serbio. En los términos de la alianza franco-rusa, Rusia y Francia también se verían obligados a movilizar sus ejércitos. Pronto, todas las grandes potencias, a excepción de Italia y Gran Bretaña, que tardarían unos meses más en involucrarse, habían escogido sus aliados para el conflicto, que pasaría a la historia como la Primera Guerra Mundial.

## Reliquias
El automóvil Gräf & Stift Double Phaeton, en el que viajaba el archiduque Francisco Fernando cuando fue tiroteado, así como el uniforme que usaba en esa ocasión y la chaise-longue donde murió, están en exposición permanente en el museo de Historia Militar (Heeresgeschichtliches Museum) de Viena. La bala disparada por Gavrilo Princip se encuentra en el museo del castillo Konopiště, cerca de la ciudad de Benešov, en la actual República Checa.
En el Museo Sarajevo 1878-1918 se conserva en exhibición parte de la ropa que vestía Gavrilo Princip cuando cometió el doble asesinato.